# Mel Graves
Clyde Melvin „Mel“ Graves Jr. (* 6. November 1946 in Parkersburg, West Virginia; † 8. November 2008 in Petaluma, Kalifornien) war ein US-amerikanischer Jazz- und Fusionmusiker (Kontrabass, Komposition) und Hochschullehrer.

## Leben und Wirken
Graves zog mit seiner Familie früh nach Ohio. Sein Vater war LKW-Fahrer und seine Mutter Hausfrau. Aufgewachsen in den Vororten von Columbus (Ohio), begann Graves auf Klarinette und Tuba, bevor er zum Bass wechselte. Mit 15 Jahren trat er in einer lokalen Band auf und erhielt die Sondergenehmigung, in Clubs zu spielen, in denen Alkohol ausgeschenkt wurde. Er studierte an der Ohio State University, bevor er an die Westküste der USA zog, wo er 1969 sein Studium am San Francisco Conservatory of Music abschloss. Nach seinem Master-Abschluss an der University of California, San Diego ließ sich Graves schließlich im Sonoma County nieder, wo er 1982 an der Sonoma State University die Leitung des Jazz-Studienprogramms übernahm.
Graves arbeitete ab den frühen 1970er-Jahren mit Musikern wie Essra Mohawk, Jerry Hahn (Brotherhood), Denny Zeitlin, Bertram Turetzky (New Music for Contrabass, 1977) und George Marsh; um 1980 nahm er unter eigenem Namen mit Marsh, der Fagottistin Julie Feves und Andy Narell das Album Three Worlds auf. Im Laufe seiner Karriere spielte er außerdem mit Mike Nock, Mose Allison, Joe Henderson, Odean Pope, Dewey Redman, Larry Coryell und Kenny Werner. In den folgenden Jahren spielte er auch mit Jon Crosse with Jazz Giants (u. a. mit Freddie Hubbard), Peter Welker, Jason Robinson, James Trumbo und David Leshare Watson, mit denen Aufnahmen entstanden. Thomas Buckner, der lange mit ihm befreundet war, interpretierte seine klassische Komposition Mediations on Truth auf Buckners Album His Tone of Voice (2000).
Im Bereich des Jazz war Graves laut Tom Lord zwischen 1972 und 2008 an 21 Aufnahmesessions beteiligt, zuletzt mit Randy Vincent (Mirror Image). Auch arrangierte er „Lonely Woman“ im 7/4-Takt für das Kronos Quartet.

## Diskografische Hinweise
- Denny Zeitlin with George Marsh and Mel Graves: Expansion (1973)
- John Abercrombie, George Marsh, Mel Graves: Upon a Time (New Albion, 1989)
- Mel Graves, Bob Afifi, Thomas Buckner: Day of Love (Mutable Music, 1998)
- Ear Shot, The Music of Mel Graves (Mutable, 2002), mit Pete Estabrook, Al Bent, Bob Afifi, Harvey Wainapel, Randy Vincent, George Marsh
- Mel Graves / George Marsh / Thomas Buckner: Homage (Mutable Music, 2005)